# Eric Namesnik
Eric John Namesnik (ur. 8 sierpnia 1970 w Butler w stanie Pensylwania, zm. 11 lutego 2006 w Ypsilanti w stanie Michigan), amerykański pływak, specjalizujący się w stylu zmiennym, medalista olimpijski i mistrzostw Świata.
Jego największym sukcesem były dwa srebrne medale olimpijskie na dystansie 400 m stylem zmiennym w 1992 r. w Barcelonie oraz 1996 r. w Atlancie.
W 1997 poślubił Kirsten Silvester, z którą miał syna Austina i córkę Madison.
Namesnik zmarł 11 stycznia 2006 w szpitalu w Ypsilanti w stanie Michigan na skutek urazów jakich doznał podczas wypadku samochodowego, w którym uczestniczył 7 stycznia 2006. Do wypadku doszło z powodu złych warunków atmosferycznych, do czasu śmierci pływak był w stanie śpiączki.
Jeden z turniejów z cyklu Grand Prix Series, rozgrywany corocznie przy University of Michigan w Ann Arbor, od 2007 r. nosi imię Erica Namesnika (ang. Eric Namesnik Grand Prix).